# Super Bowl XXXII
O Super Bowl XXXII foi o jogo em que o Denver Broncos (AFC) derrotou o Green Bay Packers (NFC) por 31 a 24 e se sagrou campeão da Temporada de 1997 da NFL. A partida foi realizada no dia 25 de janeiro de 1998, em San Diego, Califórnia, no Qualcomm Stadium. Teve como MVP o running back da equipe vencedora, Terrell Davis, que correu para três touchdowns na partida. Foi a primeira vez que um mesmo estádio sediou um Super Bowl e uma World Series no mesmo ano.
Este foi o primeiro campeonato vencido pelo Denver depois de sofrer quatro derrotas anteriores em Super Bowls e encerrou uma sequência de treze derrotas seguidas de times da AFC para times da NFC na grande final (a última vitória tinha sido do Los Angeles Raiders no Super Bowl XVIII em 1983). Os Broncos, que foi para a final após uma campanha de doze vitórias e quatro derrotas na temporada regular de 1997, se tornou apenas o segundo time de wild card (repescagem) a vencer um Super Bowl e o primeiro desde o Oakland Raiders no Super Bowl XV. Os Packers, que entraram no jogo sendo o então campeão do Super Bowl XXXI, tinham vencido treze de dezesseis jogos no ano, sendo o primeiro time favorecido nas casas de aposta por duplo digito a perder um Super Bowl desde Minnesota Vikings no Super Bowl IV.
O jogo foi disputado durante grande parte de sua duração. Os Broncos conseguiram converter dois turnovers em pontos para abrir a liderança por 17 a 7 no segundo quarto antes dos Packers encurtarem o placar para 17 a 14 no intervalo. Green Bay manteve-se perto de Denver no placar durante o segundo tempo até que empatou o jogo com 13:31 restando no relógio. Ambas as defesas permaneceram dominantes até que o running back dos Broncos Terrell Davis marcou o touchdown de desempate faltando 1:45 minutos no relógio. Apesar de estar sofrendo de uma forte enxaqueca que o levou a perder a maior parte do segundo quarto, Davis (que é coincidentemente um nativo de San Diego) foi decisivo e acabou nomeado MVP do Super Bowl. Ele correu para 157 jardas, fez duas recepções para 8 jardas e marcou um recorde do Super Bowl com três touchdowns terrestres. Até a presente data, Davis é o último running back a ser nomeado ao prêmio de Jogador Mais Valioso (MVP) de um Super Bowl.
A partida teve um audiência de cerca de 90 milhões de espectadores nos Estados Unidos.

## Resumo do jogo
- GB - TD: Antonio Freeman, passe de 22 jardas de Brett Favre (ponto extra: chute de Ryan Longwell) 7–0 GB
- DEN - TD: Terrell Davis, corrida de 1 jarda (ponto extra: chute de Jason Elam) 7–7
- DEN - TD: John Elway, corrida de 1 jarda (ponto extra: chute de Jason Elam) 14–7 DEN
- DEN - FG: Jason Elam 51 jardas 17–7 DEN
- GB - TD: Mark Chmura, passe de 6 jardas pass de Brett Favre (ponto extra: chute de Ryan Longwell) 17–14 DEN
- GB - FG: Ryan Longwell 27 jardas 17–17
- DEN - TD: Terrell Davis, corrida de 1 jarda (ponto extra: chute de Jason Elam) 24–17 DEN
- GB - TD: Antonio Freeman, passe de 13 jardas de Brett Favre (ponto extra: chute de Ryan Longwell) 24–24
- DEN - TD: Terrell Davis, corrida de 1 jarda (ponto extra: chute de Jason Elam) 31–24 DEN